# Kawartha Lakes (kommun)
Kawartha Lakes är en enhetskommun med status som city i den kanadensiska provinsen Ontario. Den ligger i den sydöstra delen av landet, 260 km väster om huvudstaden Ottawa. Antalet invånare var 75 423 2016. Kommunen bildades 2001 genom sammanslagning av kommunerna i Victoria County.